# Astragalus macrostachys
Astragalus macrostachys är en ärtväxtart som beskrevs av Dc. Astragalus macrostachys ingår i släktet vedlar, och familjen ärtväxter. Inga underarter finns listade i Catalogue of Life.